# 인간, 공간, 시간 그리고 인간
"인간,공간,시간 그리고 인간"은 2018년에 제작된 대한민국의 영화이다. 수위가 너무 높은 데다가 감독의 미투 논란까지 설상가상으로 덮치면서 국내에서 정상적으로 개봉 못하고 취소된 영화이다.

## 캐스팅
- 장근석 : 아담 역
- 이성재 : 정치인 역
- 후지이 미나 : 이브 역
- 안성기 : 신 노인 역
- 류승범 : 조폭 보스 역
- 안지혜 : 아가씨1 역
- 손비야 : 아가씨2 역
- 이정석
- 태항호 : 조폭3 역
- 안필립 : 수현 역
- 이유준 : 등치 역
- 성기윤 : 함장 역
- 황건 : 부함장 역
- 김동찬
- 한사명 : 조폭4 역
- 박세인 : 규리 역
- 안재성 : 십대1 역
- 오다기리 죠 : 이브의 남자친구 역(특별출연)

## 같이 보기
- 인간의 시대